# Triebelina hanamauensis
Triebelina hanamauensis är en kräftdjursart som först beskrevs av Holden 1967.  Triebelina hanamauensis ingår i släktet Triebelina och familjen Bairdiidae. Inga underarter finns listade i Catalogue of Life.